# Karlheinz Scherler
Karlheinz Scherler (* 16. Februar 1945; † 18. November 2007 in Hamburg) war ein deutscher Sportpädagoge und Hochschullehrer.

## Leben
Ab 1969 war Scherler im Fachbereich Erziehungswissenschaft der Universität Hamburg tätig, ab 1976 als Wissenschaftlicher Rat und Professor für Erziehungswissenschaft (Sportdidaktik). Von 1989 bis 1991 sowie 1995 war er Institutsdirektor und zwischen 1997 und 1999 Dekan.
Im Februar 2007 ging Scherler vorzeitig in den Ruhestand und anlässlich seines Abschieds aus dem Universitätsdienst mit der Goldenen Ehrennadel der Deutschen Vereinigung für Sportwissenschaft (DVS) ausgezeichnet. Am 18. November desselben Jahres starb er nach langer Krankheit. Anlässlich seines Todes wurde er in einem Nachruf des Bundesinstituts für Sportwissenschaft als „Vordenker der Sportwissenschaft“ bezeichnet, der einen internationalen Ruf als Sportdidaktiker genossen habe.
Scherler gehörte zu den Gründern der Sektion Sportpädagogik der der Deutschen Vereinigung für Sportwissenschaft und fungierte von 1987 bis 1989 als deren Sprecher. Von 1989 bis 1995 gehörte er dem DSV-Vorstand an, von 1991 bis 1995 war er deren Präsident.
Im Mittelpunkt seines Forschungsarbeit standen der Schulsport und die Sportdidaktik.